# Anberlin
Anberlin — американський гурт, який грає в стилі альтернативний рок, з міста Вінтер Хевен у Флориді. Гурт утворений у 2002 році та з початку 2007 складається з вокаліста Стівена Крістіана, бас-гітариста Деон Рексроута, соло-гітариста Джозефа Миллиган, барабанщика Натана Янга і ритм-гітариста Крістіана МакАлені.
На початку 90-х цими людьми була створена християнський панк-гурт під назвою SaGoh (Servants after God's own heart) 24/7, яка встигла випустити два студійні альбоми до розпуску, викликаного розбіжностями в музичних поглядах між її учасниками. Anberlin була сформована у 2002, в той же рік вони підписали контракт з напівнезалежною студією «Tooth & Nail Records» і випустили свій дебютний альбом «Blueprints for the Black Market». У 2005 гурт випустив свій другий альбом, який був названий «Never Take Friendship Personal», проданий в кількості 150 тисяч копій. А у 2007 році вийшов третій альбом «Cities», у 2009 — четвертий.
Anberlin продовжили свій шлях до популярності, спілкуючись з фанатами через MySpace і даючи близько 200 концертів на рік.

## Студійні альбоми
- 2003: Blueprints for the Black Market
- 2005: Never Take Friendship Personal
- 2007: Cities
- 2007: Lost Songs
- 2008: New Surrender
- 2010: Dark Is the Way, Light Is a Place

### Офіційні сайти
- http://www.newsurrender.com [Архівовано 19 квітня 2021 у Wayback Machine.]
- http://www.anberlin.com [Архівовано 26 березня 2022 у Wayback Machine.]

| Валторна | Це незавершена стаття про музичний колектив. Ви можете допомогти проєкту, виправивши або дописавши її. |